# Le vedove del giovedì
Le vedove del giovedì (Las viudas de los jueves, 2005) è un romanzo della scrittrice argentina Claudia Piñeiro.

## Trama
In un lussuoso complesso residenziale appena fuori Buenos Aires vivono famiglie facoltose nella sicurezza e riservatezza garantita da recinzioni e servizio d'ordine.
Le "donne di casa" sono delle viziate signore che passano il tempo tra cene, piscina e club; la crisi economica che travolge l'Argentina avrà però  ripercussioni anche in questo paradiso artificiale.

## Opere derivate
Il libro è alla base di:
- Las viudas de los jueves, telefilm diretto da Marcelo Piñeyro, co-prodotto in Argentina e Spagna[1][2]
- Las viudas de los jueves, serie televisiva prodotta da Netflix nel 2023[3][4].

## Edizioni in italiano
- Claudia Piñeiro, Le vedove del giovedi, traduzione di Michela Finassi Parolo, Milano: Il saggiatore, 2008
- Claudia Piñeiro, Le vedove del giovedì, traduzione di Michela Finassi Parolo, Milano: Feltrinelli, 2015
- Claudia Piñeiro, Le vedove del giovedì, Roma: La Biblioteca di Repubblica-L'Espresso, 2018